# Harkabuz
Harkabuz – wieś w Polsce położona w województwie małopolskim, w powiecie nowotarskim, w gminie Raba Wyżna. W latach 1975–1998 miejscowość administracyjnie należała do województwa nowosądeckiego.
Harkabuz znajduje się w Beskidzie Orawsko-Podhalańskim będącym jednym z pasm Beskidu Żywieckiego. Zabudowania i pola miejscowości zajmują dolinę potoku Orawka i jego dopływu – potoku Jędraszcz oraz zbocza wznoszących się nad nim grzbietów; z jednej strony jest to Wielki Dział i Bukowiński Wierch, z drugiej strony Leszczak i przełęcz Nad Harkabuzem.

## Nazwa
Nazwa Harkabuz pochodzi od XV-wiecznej strzelby, odpalanej przy pomocy lontu.

## Historia
Pierwsi osadnicy przybyli tu na początku XVII w. i byli zbiegami z majątków Mikołaja Zebrzydowskiego.
Harkabuz ma również swoją historię na podstawie pracy inżyniera Andrzeja Kulawiaka. Harkabuski obszar zajmował 746 ha, w tym pola uprawne, łąki, lasy i pastwiska. Nazwa wsi pochodzi od imienia pierwszego sołtysa. W roku 1597 wydał pismo orawski ziemianin Juraj Thurzo, w którym wykazał potrzeby dla sołtysa Bartłomieja Harkabuza. Na podstawie tego pisma Bartłomiej Harkabuz miał prawo pobierać daniny i podatki od osadników wsi, a mianowicie wszyscy, którzy posiadali barany, owce i kozy na pastwiskach orawskiego grodu, mają każdy rok płacić za sto sztuk pięć owiec lub baranów. Po roku 1600 mieli już płacić tak jak inni pasterze według rubam. J. Thurzo postanowił B. Harkabuza i jego potomków uznać dziedzicami sołtysów i pozwolił im na wybudowanie młyna o jednym kole i tartaku do rznięcia desek. Pierwsza wzmianka o Harkabuzie datuje się już w szesnastym wieku. W tym okresie Harkabuz jest już ujęty w dokumentach pod nazwą Feskeo.

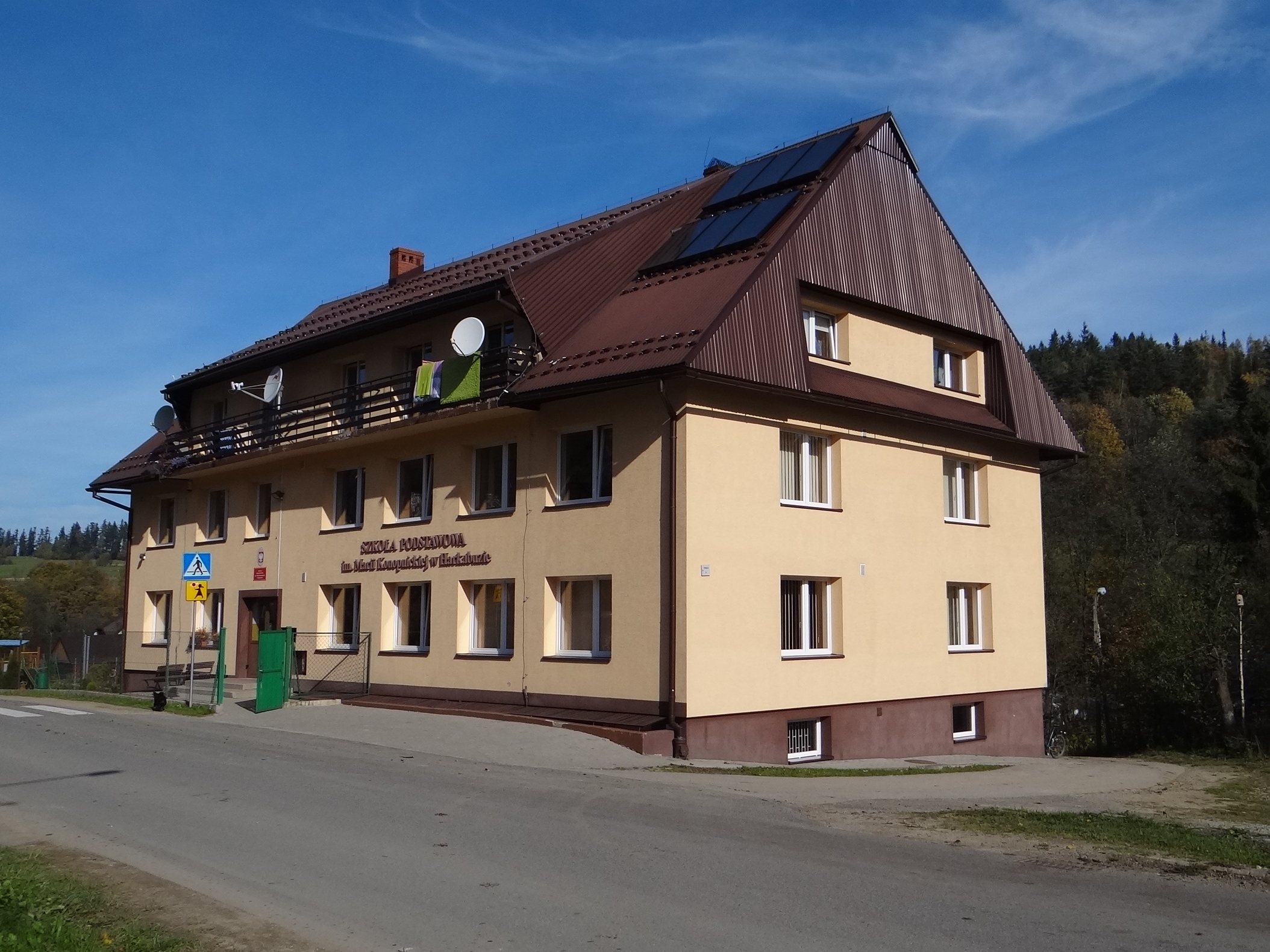
Szkoła W Harkabuzie

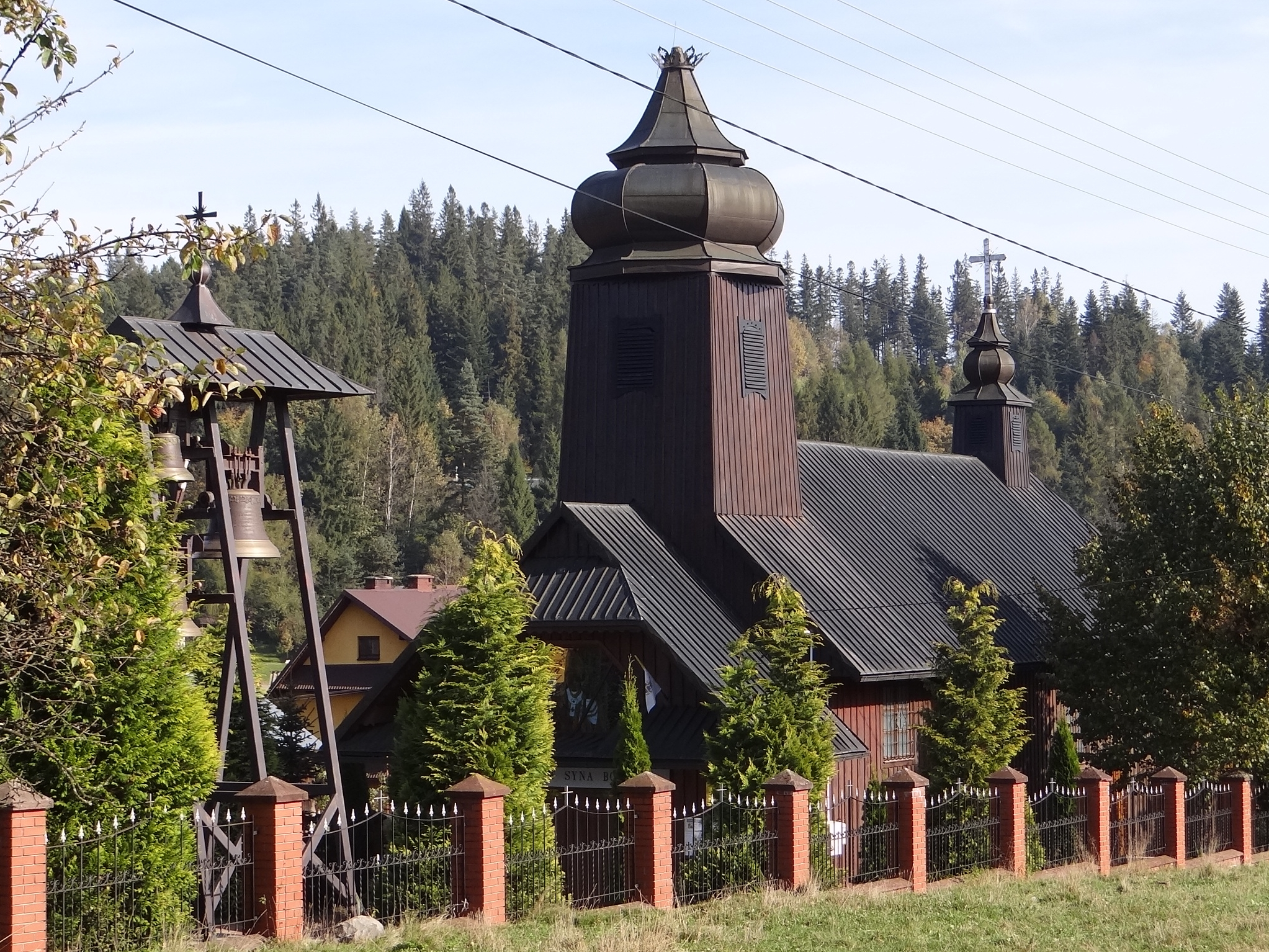
Kościół w Harkabuzie

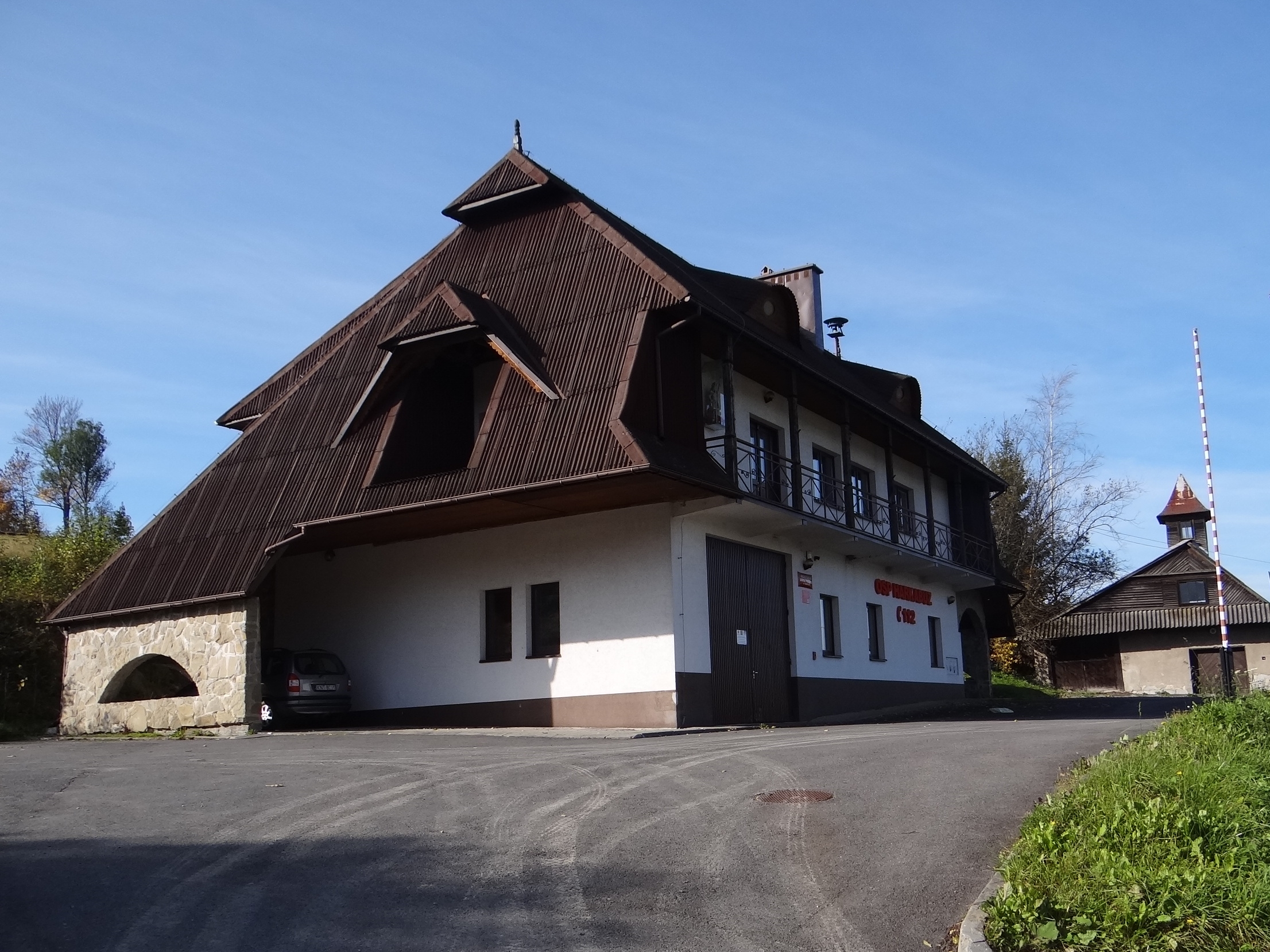
Dom Strażaka w Harkabuzie

Na początku roku 1604 wieś miała pięć domów, a należała do orawskiego grodu. Do rodziny Harkabuzów, których uważano za założycieli wsi należeli: Raps, Siepak, Kowalczyk, Kostolik, Błudau. Początkowo żyło im się ciężko, cierpieli biedę i głód. W roku 1609 powstaje nazwa Orawicza pod Harkabuzem. W czasie wizyty E. Laryio ma nazwę Harkabuz i należy do plebanii w Jabłonce. W roku 1613 Juraj Thurzo zwiększył daniny dla wszystkich pastwisk i osad. Ich mieszkańcy mieli dawać do zamku jedno cielę, 12 kur, 6 gęsi, 60 jajek, 6 indyków i 12 wiązek lnu. W roku 1619 we wsi prócz sołtysa na którym było sześć rolników i młyn. Wieś powoli rozwijała się tak np. w latach 1624–1626 było na sołtystwie o 6 rolach uprawnej gleby, na 140 worków ziarna, łąk na 40 worków, żyło już tu 12 rodzin, czyli około 60 osób. Jest to interesujące, że np. w roku 1659 wieś w różnych dokumentach była ujęta aż pod trzema nazwami – Orawicza pod Harkabuzem, Orawka i Harkabuz. W tym czasie wzrosła liczba urodzin tak np. blisko 20 lat liczy już 300 osób, z tego 282 katolików. Należy zaznaczyć, że Harkabuz należy do parafii w Jabłonce, a został przyłączony w roku 1687 do parafii w Podwilku. W roku 1728 mieszkańcy Harkabuza zajmowali się głównie rolnictwem i hodowlą bydła, które jednak nie starczyły na życie, dlatego starali się dorobić. Toteż kupowali w Polsce len, przędli z niego nici i te sprzedawali, co im przyniosło 42 floreny.
Wieś była podporządkowana dziedzicznym sołtysom rodziny Harkabuzów. Była zasiedlona i zamieszkiwana przez ludność polską. Według spisu z 1910 Polacy stanowili 97,5% ogółu mieszkańców (317 osób).
Od czasu swego powstania, aż do roku 1918 wieś była częścią Królestwa Węgier. Po I wojnie światowej, 5 listopada 1918 r., wieś została przyłączona do Polski. 28 listopada 1918 r. Dekretem Tymczasowego Naczelnika Państwa Józefa Piłsudskiego, przyjętym przez rząd ludowy Jędrzeja Moraczewskiego zarządzone zostały tu wybory powszechne do Sejmu Ustawodawczego na dzień 26 stycznia 1919 r. Przynależność do Polski potwierdziło 31 grudnia 1918 r. polsko-czechosłowackie porozumienie zawarte w Chyżnem wyznaczające przebieg tymczasowej granicy wprost od Babiej Góry do Tatr. Jednakże 13 stycznia 1919 r. na skutek sfingowanego rozkazu naczelnego wodza Sił Sprzymierzonych gen. Ferdynanda Focha, Wojsko Polskie otrzymało nakaz wycofania się z tego terenu i w jego miejsce wkroczyło wojsko czechosłowackie. 27 września 1919 r. Rada Ambasadorów zapowiedziała przeprowadzenie tu plebiscytu, i wiosną 1920 r. teren plebiscytowy (całość Górnej Orawy) znalazł się pod kontrolą Międzysojuszniczej Komisji Rządzącej i Plebiscytowej, ale do plebiscytu nie doszło. Decyzją Rady Ambasadorów z 28 lipca 1920 r. wieś powróciła w granice państwa polskiego.
Od 21 listopada 1939 r. do początku 1945 była okupowana przez Słowację.

## Harkabuz obecnie
Harkabuz liczy teraz 528 mieszkańców. Należy do parafii Podsarnie-Harkabuz, której proboszczem od 1 lipca 2006 r. jest ks. Leszek Uroda.
W 2006 roku wieś odwiedził prezydent Lech Wałęsa i premier Kazimierz Marcinkiewicz, którzy dokonali otwarcia Drogi Solidarności łączącej Harkabuz z Rabą Wyżną.
22 czerwca 2007 roku Harkabuz odwiedzili kard. Stanisław Dziwisz i wicepremier Andrzej Lepper. Zatrzymali się oni przy tablicy upamiętniającej szlak papieski (którym często spacerowali Karol Wojtyła, późniejszy papież Jan Paweł II i kard. Dziwisz) oraz szlak kurierski z czasów II wojny światowej.

## Kultura
We wsi jest używana gwara orawska, zaliczana przez polskich językoznawców jako gwara dialektu małopolskiego języka polskiego, przez słowackich zaś jako gwara przejściowa polsko-słowacka.